# كرزيستوف وجسيك
كرزيستوف وجسيك (بالبولندية: Krzysztof Wójcik)‏ هو سياسي بولندي، ولد في 16 أكتوبر 1958 ببيطوم في بولندا. حزبياً، نشط في Democratic Left Alliance (Poland) ‏ وحزب العمال البولندي الموحد.